# Lista de prefeitos de Espírito Santo do Pinhal
Esta é a lista de prefeitos do município de Espírito Santo do Pinhal, estado brasileiro de São Paulo.
| Nº | Prefeito                                             | Partido | Vice-prefeito                    | Início do mandato       | Fim do mandato          | Observações |  |
| -- | ---------------------------------------------------- | ------- | -------------------------------- | ----------------------- | ----------------------- | --- |  |
| 1  | Antônio Thomaz Pacheco Lessa                         |         |                                  | 15 de janeiro de 1908   | 15 de janeiro de 1912   | |  |
| 2  | Jacob Worms Júnior                                   |         | Cel. M. Joaquim Alves Pontes     | 18 de janeiro de 1913   | 18 de janeiro de 1920   | |  |
| 3  | Cel. José Ribeiro da Motta Sobrinho (Zequinha Lúcio) |         | Cel. Eduardo Vieira              | 18 de janeiro de 1920   | 15 de junho de 1924     | |  |
| 4  | Cap. Segisfredo da Motta Rosas                       |         |                                  | 15 de janeiro de 1926   | 28 de outubro de 1930   | |  |
| 5  | Cap. Vicente de Freitas Guimarães                    |         |                                  | 18 de abril de 1931     | 23 de junho de 1935     | |  |
| 6  | Dr. João Plínio Fernandes                            |         |                                  | 04 de julho de 1935     | 10 de julho de 1938     | |  |
| 7  | Dr. Agenor Mondadori                                 |         |                                  | 14 de julho de 1938     | 1º de junho de 1940     | |  |
| 8  | Dr. Francisco Álvares Florence                       |         |                                  | 1º de junho de 1940     | 31 de dezembro de 1947  | Presidente da ALESP de 13/05/1948 até 31/07/1948, quando faleceu.                                                          |  |
| 9  | Antônio Costa                                        |         | Não havia.                       | 1º de janeiro de 1948   | 31 de dezembro de 1951  | Primeiras eleições diretas para o cargo.                                                                                   |  |
| 10 | Joaquim Inácio Sertório                              |         | Adélio D’Arcádia                 | 1º de janeiro de 1952   | 31 de dezembro de 1955  | |  |
| 11 | Manoel Carlos Gonçalves                              |         |                                  | 1º de janeiro de 1956   | 31 de dezembro de 1959  | |  |
| 12 | Antônio Costa                                        |         |                                  | 1º de janeiro de 1960   | 31 de dezembro de 1963  | 2º mandato como prefeito.                                                                                                  |  |
| 13 | Hélio Vergueiro Leite                                |         | Dr. José Rubens Bartholomei      | 1º de janeiro de 1964   | 31 de fevereiro de 1969 | |  |
| 14 | Adalberto Costa                                      |         |                                  | 1º de fevereiro de 1969 | 31 de janeiro de 1973   | |  |
| 15 | Hélio Vergueiro Leite                                |         | Luciano Passarelli               | 1º de fevereiro de 1973 | 31 de janeiro de 1977   | 2º mandato como prefeito.                                                                                                  |  |
| 16 | Paulo Klinger Costa                                  |         |                                  | 1º de fevereiro de 1977 | 31 de janeiro de 1983   | |  |
| 17 | Antônio Carlos Marinelli                             |         |                                  | 1º de fevereiro de 1983 | 31 de dezembro de 1988  | |  |
| 18 | Paulo Klinger Costa                                  |         | Hélio Vergueiro Leite            | 1º de janeiro de 1989   | 31 de dezembro de 1992  | 2º mandato como prefeito.                                                                                                  |  |
| 19 | Luiz Gonzaga Pinto                                   |         |                                  | 1º de janeiro de 1993   | 31 de dezembro de 1996  | |  |
| 20 | João Alborgheti                                      | PSDB    | Luiz Carlos Pizzi                | 1º de janeiro de 1997   | 31 de dezembro de 2004  | |  |
| 21 | Paulo Klinger Costa                                  | PP      | Marilza Roberto da Costa         | 1º de janeiro de 2005   | 23 de maio de 2011      | Exerceu, nesse período, o 3º e 4º mandatos como prefeito. Faleceu no exercício do quarto mandato.                          |  |
| 22 | Marilza Roberto da Costa                             | PPS     | -                                | 24 de maio de 2011      | 31 de dezembro de 2012  | Assumiu após a morte do titular como a primeira mulher a ocupar o cargo de chefe do executivo de Espírito Santo do Pinhal. |  |
| 23 | José Benedito de Oliveira (Zeca Bene)                | PSDB    | João Batista Detore              | 1º de janeiro de 2013   | 31 de dezembro de 2016  | |  |
| 24 | Sergio Del Bianchi Júnior                            | PSD     | Dr. José Antônio Vergueiro Costa | 1º de janeiro de 2017   | 31 de dezembro de 2020  | |  |
| 25 | Cristina do Carmo Brandão Bueno Domingues            | Podemos | Antônio Ragazzo                  | 1º de janeiro de 2021   | 31 de dezembro de 2024  | Primeira mulher a ser eleita prefeita de Espírito Santo do Pinhal.                                                         |  |
| 26 | Sergio Del Bianchi Júnior                            | PSD     | Dr. José Antônio Vergueiro Costa | 1º de janeiro de 2025   | Atualidade              | Eleito nas eleições de 2024 para exercer o segundo mandato como prefeito de Espírito Santo do Pinhal.                      |  |